# Budča
Budča (in ungherese Zólyombúcs) è un comune della Slovacchia facente parte del distretto di Zvolen, nella regione di Banská Bystrica.